# Vårfruberga landskommun
Vårfruberga landskommun var en tidigare kommun i Södermanlands län.

## Administrativ historik
Kommunen bildades som så kallad storkommun vid kommunreformen 1952 genom sammanläggning av de tidigare kommunerna Helgarö och Härad och delar av Fogdö och Vansö.
Den ägde bestånd fram till 1971, då den lades samman med nybildade Strängnäs kommun.
Kommunkod var 0416.

### Kyrklig tillhörighet
I kyrkligt hänseende tillhörde kommunen församlingarna Fogdö, Helgarö, Härad och Vansö. Sedan 2006 motsvarar Vårfruberga-Härads församling Vårfruberga landskommun.

## Kommunvapnet
Blasonering: I grönt fält en som en krumstav formad, uppväxande naturlig lilja med stängel av guld och kalk av silver.
Vapnet fastställdes den 29 november 1957 av Kungl. Maj:t. Liljestängeln representerar jungfru Maria. Krumstaven representerar Vårfruberga kloster, helgat åt jungfru Maria.

## Geografi
Vårfruberga landskommun omfattade den 1 januari 1952 en areal av 151,16 km², varav 148,88 km² land. Efter nymätningar och arealberäkningar färdiga den 1 januari 1961 omfattade landskommunen samma datum en areal av 153,36 km², varav 152,60 km² land.

### Tätorter i kommunen 1960
I Vårfruberga landskommun fanns den 1 november 1960 ingen tätort. Tätortsgraden i kommunen var då alltså 0,0 procent.

## Politik

### Mandatfördelning i valen 1950-1966
| 9 | 14 | 5 | 2 |

| 29 |

| 9 | 12 | 4 | 5 |

| 30 |

| 8 | 13 | 4 | 5 |

| 27 |

| 9 | 12 | 5 | 4 |

| 28 |

| 8 | 12 | 5 |  | 4 |

| 27 |